# Fiumicello
Fiumicello é uma comuna italiana da região do Friuli-Venezia Giulia, província de Udine, com cerca de 4.467 habitantes. Estende-se por uma área de 22 km², tendo uma densidade populacional de 203 hab/km². Faz fronteira com Aquileia, Grado (GO), Ruda, San Canzian d'Isonzo (GO), Turriaco (GO), Villa Vicentina.

## Demografia
| Variação demográfica do município entre 1861 e 2011                               |
|                                                                                   |
| Fonte: Istituto Nazionale di Statistica (ISTAT) - Elaboração gráfica da Wikipedia |